# Elisabeth Udolf-Strobl
Pour les articles homonymes, voir Strobl (homonymie).
Elisabeth Udolf-Strobl, née le 12 avril 1956 à Wels en Haute-Autriche, est une femme politique autrichienne, ministre fédérale du Numérique et des Entreprises de 2019 à 2020.

## Carrière
Elle obtient son diplôme à l'Université de Vienne en 1983 avant d'entreprendre un diplôme de troisième cycle en relations politiques et économiques internationales à l'Académie diplomatique de Vienne. Elle entre dans la fonction publique en 1986.
En 1996, elle est nommée directrice de cabinet de Johann Farnleitner, alors ministre de l'Économie.
Le 3 juin 2019, elle devient ministre fédérale du Numérique et des Entreprises dans le gouvernement Bierlein nouvellement formé.